# Reggenza di Sumba Centrale
La reggenza di Sumba Centrale (in indonesiano: Kabupaten Sumba Tengah) è una reggenza dell'Indonesia, situata nella provincia di Nusa Tenggara Orientale.